# Cantón de Coucouron
El cantón de Coucouron era una división administrativa francesa, que estaba situada en el departamento de Ardecha y la región de Ródano-Alpes.

## Composición
El cantón estaba formado por ocho comunas:
- Coucouron
- Issanlas
- Issarlès
- Lachapelle-Graillouse
- Lanarce
- Lavillatte
- Le Lac-d'Issarlès
- Lespéron

## Supresión del cantón de Coucouron
En aplicación del Decreto nº 2014-148 de 13 de febrero de 2014, el cantón de Coucouron fue suprimido el 22 de marzo de 2015 y sus 8 comunas pasaron a formar parte del nuevo cantón de Thueyts.